# Hallaren
Hallaren är en sjö i Heby kommun och Sala kommun och ingår i Dalälvens huvudavrinningsområde. Landskapsgränsen korsar sjön så att dess norra del ligger i Västmanland (Möklinta socken) medan den södra delen ligger i Uppland (Enåkers socken). Sjön har en area på 5,19 kvadratkilometer och ligger 56,2 meter över havet. Sjön avvattnas av Kölforsån mot nordost (via Villingen) till Östaviken (Dalälven)
Sjön ligger cirka 15 kilometer nordost om Sala och cirka 15 kilometer nordväst om Heby. Cirka nio kilometer norr om sjöns nordspets ligger Dalälven.
Sjön avvattnas av Kölforsån till Östaviken i Dalälven. Största tillflöde är Kilsån, som kommer västerifrån och har sina källor vid byarna Nordankil och Östankil strax öster om Möklinta.
Inga större orter ligger kring sjön. Hallarsjöbro fritidshusområde ligger vid sundet mellan sjöns norra och södra del.

## Historia
Hallaren har ursprungligen tidigare varit betydligt större. Under medeltiden låg sjöns yta, 3,5 meter över dagens nivå. Gustav Vasa som önskade få tillgång till mer vatten vid Sala silvergruva men saknade vatten söder om Dalälvens vattendelare beslutade att höja vattennivån i Hallaren så att vatten från sjön Doften vid Dofte Grav kunde ledas över till Klasbomyran och därefterån vidare in i Sagån och vidare till Sala Damm. Genom vattenhöjningen kom sjöarna Hillersbosjön, Åboviken, Åskarn, Fröstbofjärden, Doften, Norra Hallaren och Villingen att inkorporeras i den nya sjön. I omgångar kom sedan sjöns vattennivå att ytterligare höjas fram till 1600-talet. 
Under 1800-talet minskade dock Sala silvergruvas betydelse och beroende av vattnet, samtidigt som intresset för att öka jordbruksarealen i Sverige ökade. 1868 skrevs en första motion i riksdagen om att få lov att riva dammarna. Processen gick dock långsamt och de kvarnägare som skulle förlora sina vattentillgångar skulle ersättas, först 1893 gav länsstyrelsen klartecken att riva dammarna som förändrade vattensystemet. Markägarna kring sjön ville dock gå längre och 1894 bildades en förening för att helt torrlägga Klasbomyran, Hallaren och Sala damm. 1895-1898 genomfördes uppmätningar och kartläggningar av området inför det planerade arbetet som startades 11 oktober 1899. 7 december 1899 öppnades dammen och avtappningen började. Arbetet fortsatte sedan med muddring av årännan genom det som tidigare varit Västra Hallaren och avslutades 1904, grävanden av anslutande kanaler fortsatte till 1905. Arbeten med att rensa tillflödet genom Hallarån har sedan återkommande fått genomföras. Genom sättningar i den tidigare sjöbottnen har som i många andra fall problem med vattensjuka områden återkommit. 1955 gjordes en ansökan om att ytterligare få sänka Hallarens nivå. Vattennivån i Dalälven hindrade dock ytterligare sänkningar.
Hallaren beskrivs av Olof Grau i dennes Beskrifning öfver Wästmanland som utgavs 1754 och som nytrycktes 1904 av Wästmanlands Allehanda. Sålunda skrivs om Hallaren i nämnda verk på sid 27 f (Om Wästmanland i Allmänhet):
| ” | Den vackra Hallaren är äfven belägen norr ut i länet men längre åt öster mellan Möklinta, Sala och Enåkers socknar, hvilkas gränser sammanlöpa med hvarandra ute i sjön på en liten holme, benämnd Käringholmen. Sjön utgör en uppdämning af en hel mängd smärre sjöar, kärr och träsk, hvadan man ock i honom kan räkna så många holmar och små öar, som dagar i året. Uppdämningarna skedde i konungarna Karl IX:s och Gustav II Adolfs tid i afsikt att Sala silfververk, som ligger en och en half mil härifrån söder ut, skulle därifrån hafva tillräcklig vattentillgång för grufdriften. Vattnet löper ur sjön vid södra ändan igenom ett grafhus och ut i en annan liten uppdämd sjö, vid namn Klasbo myr och så vidare i Sala damm, hvilken sträcker sig intill silfververket. Vid norra ändan kvarhålles sjöns vatten medels en fast hålldamm, hvilken årligen underhålles af ortens inbyggare. Där har vattnet i forna tider haft sitt utlopp i Dalälven, som buktar sig in i landet en half mil norr ut härifrån. Denna sjös längd från Hallarsbo vid norra ändan och ner till grafhuset kan räknas till en och en fjärdedels mil och bredden tvärt öfver från Enåkers kyrka framåt Fröstbo, Sundby, Österbo och Östankils hemman är möjligen något öfver en mil. För öfrigt kröker denna sjö sig i många vikar och uddar, och omgifningarne äro särdeles behagliga. Konung Karl XI vistades gärna här uppe i synnerhet vid tiden för tjäder- och orrlekarne. Hans maj:t lär äfven hafva med egen hand inskurit sitt namn i en stor fura på Käringholmen, men lär detta träd för några år sedan (1754) blifvit borttaget och användt till storverks-stock vid Sala silfververk, men ett annat träd säges ännu stå kvar på nämnda holme, hvaruti finnas utskurna bokstäfverna C.XI.R.S. med tre kronor öfver. Denna sjö är ganska fiskrik. | „ |

Man kan notera att förhållandet har förändrats sedan mitten på 1700-talet, så att sjön numera har sitt utflöde i nordost mot Dalälven (se ovan).

## Delavrinningsområde
Hallaren ingår i delavrinningsområde (666200-155030) som SMHI kallar för Utloppet av Hallaren. Medelhöjden är 69 meter över havet och ytan är 44,57 kvadratkilometer. Räknas de 33 avrinningsområdena uppströms in blir den ackumulerade arean 272,17 kvadratkilometer. Storån som avvattnar avrinningsområdet har biflödesordning 2, vilket innebär att vattnet flödar genom totalt 2 vattendrag innan det når havet efter 100 kilometer. Avrinningsområdet består mestadels av skog (70 procent). Avrinningsområdet har 5,08 kvadratkilometer vattenytor vilket ger det en sjöprocent på 11,4 procent.